# Di (groupe ethnique)
Pour les articles homonymes, voir Dǐ.

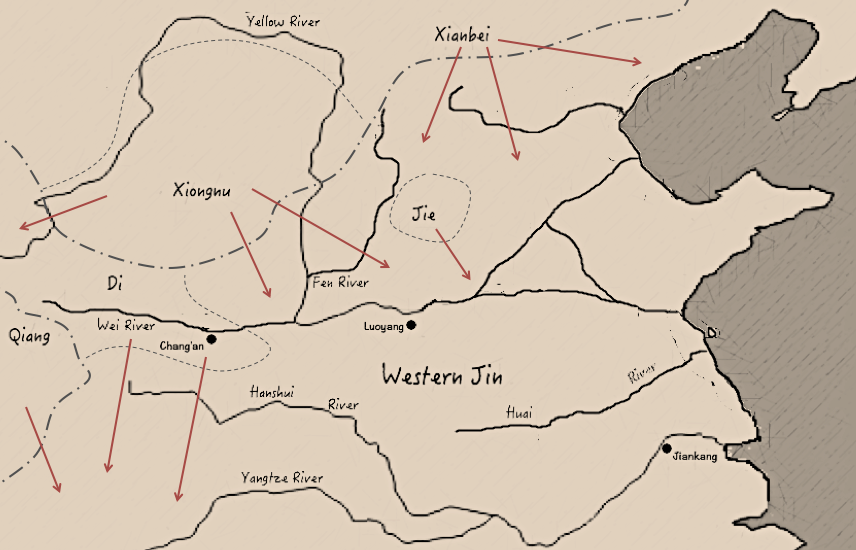
Carte montrant le soulèvement des cinq barbares sous la dynastie Jin.

Les Dǐ (氐) sont un ancien groupe ethnique de Chine.

Ils vivaient aux frontières du Gansu, du Qinghai, du Sichuan et du Shaanxi, du VIIIe siècle av. J.-C. au milieu du VIe siècle (approximativement). 
Les Di ont été assimilés dans la population principale chinoise des Han. 

Des preuves génétiques de la présence des Di peut être trouvées dans une minorité du Sichuan.